# スヴェン・カリッチ
スヴェン・ショシュタリッチ・カリッチ（Sven Šoštarič Karič、1998年3月7日 - ）は、スロベニア出身のサッカー選手。NKマリボル所属。ポジションはDF。スロベニア代表。

## クラブ経歴
2017年2月、NKディナモ・ザグレブへのトライアルを経てダービー・カウンティFCに入団した。しかし、トップチームでの出場機会は訪れず、2019年に母国スロベニアのNKドムジャレに加入した。
2022年6月18日、NKマリボルに移籍し、3年契約を結んだ。

## 代表経歴
2021年6月4日、ジブラルタル代表との親善試合でスロベニア代表初出場を果たした。

## 人物
父親は元スロベニア代表のアミール・カーリッチ。